# Archimantis
Genre
Archimantis est un genre d'insectes, sous-classe des Pterygota, super-ordre des Orthopteroidae, ordre des Mantodea endémique en Australie.
Ces mantes qui peuvent atteindre 15 à 18 cm de long peuvent être très agressives.

## Espèces
D'après Species Files, ce genre contient les genres suivants :
- Archimantis armata Wood-Mason, 1877
- Archimantis brunneriana Saussure, 1871
- Archimantis gracilis Milledge, 1997
- Archimantis latistyla (Serville, 1839)
- Archimantis monstrosa Wood-Mason, 1878
- Archimantis quinquelobata Tepper, 1905
- Archimantis sobrina Saussure, 1872
- Archimantis straminea Sjostedt, 1918
- Archimantis vittata Milledge, 1997

## Synonyme
- Rheomantis Giglio-Tos, 1917